# Нижняя Подъёмная
Нижняя Подъёмная (офиц. Нижняя Подъемная) — река в России, протекает по Большемуртинскому району Красноярского края. Длина — 98 км. Площадь водосборного бассейна — 1120 км².
Начинается в елово-осиновом лесу северо-западнее села Мостовского. Течёт сначала на северо-запад, затем последовательно поворачивает на северо-восток и восток. После этого течёт по заболоченной долине через Красные Ключи, Большую Мурту, Комарово. В низовьях, у Береговой-Подъёмной, поворачивает на север и течёт вдоль Енисея. Впадает в реку Енисей слева на расстоянии 2288 км от устья.
Ширина реки в верховьях, у Красных Ключей, — 5 метров, глубина — 0,5 метра. В низовьях, у Береговой-Подъёмной — 10 и 0,7 соответственно; вблизи устья — 30 и 1. Скорость течения воды — 0,3 м/с.

## Притоки
Объекты перечислены по порядку от устья к истоку.
- Кочергина[5] (лв)
- 39 км: Кантат[5] (лв)
- 40 км: Муртушка[5] (пр)
- 47 км: Айтат[5] (лв)
- 58 км: Таловая[3] (лв)
- 65 км: Ентаулька[3] (пр)
- Крутенький[3] (лв)
- Черная[3] (лв)
- Левый[3] (лв)

В низовье, севернее села Береговая-Подъёмная, от Нижней Подъёмной отделяется рукав, забирающий большую часть стока в реку Верхняя Подъёмная.
По данным государственного водного реестра России, относится к Енисейскому бассейновому округу. Код водного объекта 17010300512116100024382.